# Exochus transversus
Exochus transversus là một loài tò vò trong họ Ichneumonidae.